# George Rudolf Peterßen
George Rudolf Peterßen (auch Peterssen) (* 25. März 1826 in Osnabrück; † 27. Februar 1903 in Leipzig) war Senatspräsident am Reichsgericht.

## Leben
Als Sohn eines Hauptmannes geboren, besuchte er das protestantische Gymnasium in seiner Vaterstadt. 1845 begann er in Bonn Jura zu studieren. Hier trat er der Burschenschaft Alemannia bei. Nach drei Semestern unterbrach er krankheitsbedingt für ein Jahr seine Studien. Zum Sommersemester 1848 ging er nach Göttingen und setzte dort sein Studium fort. Er gehörte zu den Mitstiftern der Burschenschaft Hannovera. 
1850 bestand er das Staatsexamen mit der Note „ausgezeichnet!“ und wurde nach seiner Vereidigung Amtsauditor bei der Stadt Osnabrück, wechselte aber kurz darauf in den Justizdienst des Königreichs Hannover. 1853 ernannte man ihn zum Gerichtsassessor. Er war von 1854 bis 1856 Hilfsarbeiter im hannoverschen Justizministerium; zugleich gehörte er der Justizprüfungskommission an. 1859 versah er Dienst als Polizeiassessor in Hannover, ab 1860 als Obergerichtsassessor in Verden. 1862 wurde Peterßen Sekretär bei der Deutschen Zivilprozeßkommission. 1865 zum Obergerichtsrat in Hannover befördert, betraute man ihn mit der Vertretung des Königreiches Hannover in der Deutschen Zivilprozeßkommission. Nach der Annexion durch Preußen wurde er in den preußischen Justizdienst übernommen. 1868 kam er als Rat zum Oberappellationsgericht nach Berlin, das für die 1866 annektierten Länder geschaffen wurde. Als das Oberappellationsgericht 1874 in dem Preußischen Obertribunal aufging, ernannte man ihn zum Obertribunalsrat. Von 1873 bis 1879 war er Mitglied der preußischen Justizprüfungskommission. 
1879 kam er an das Reichsgericht. Er war im III. Zivilsenat tätig. Im Januar 1891 erfolgte seine Ernennung zum Senatspräsidenten des VI. Zivilsenat. Im Oktober kehrte er als Senatspräsident in den III. Zivilsenat zurück. Kurz vor seinem Ruhestand 1902 war wieder Senatspräsident des VI. Zivilsenats.

## Ehrungen
- 1878 Preußischer Roter Adlerorden III. Klasse mit der Schleife
- 1881 Ritterkreuz des k.u.k. Österreichisch-ungarischen Franz-Joseph-Ordens
- 1895 Ehrendoktor der Juristischen Fakultät der Universität Leipzig
- 1900 Kaiserlicher Wirklicher Geheimer Rat mit dem Prädikat Exzellenz

## Schriften
- Polizeistrafgesetz für das Königreich Hannover vom 25. Mai 1847, 1859, 2. Auflage 1865.
- Das eheliche Güterrecht in den Städten und Flecken des Fürstentums Osnabrück, Osnabrück 1863 (MPIER-Digitalisat, Google-books).
- (mit Johannes Struckmann): Entwurf einer allgemeinen deutschen Zivilprozeßordnung, Hannover 1864 (Google-books)